# Виноградовка (Ширяевский район)
Виноградовка (укр. Виноградівка) — село, относится к Ширяевскому району Одесской области Украины.
Население по переписи 2001 года составляло 123 человека. Почтовый индекс — 66841. Телефонный код — 4858. Занимает площадь 0,69 км². Код КОАТУУ — 5125484702.

## Местный совет
66841, Одесская обл., Ширяевский р-н, с. Осиновка, ул. Школьная, 11